# Rue Mansfield
Pour les articles homonymes, voir Mansfield.
La rue Mansfield est une voie de Montréal.

## Situation et accès
Cette rue commerciale, d'axe nord-sud, située, deux rues à l'est de la rue Peel, dans centre-ville de Montréal, relie la rue Sherbrooke à la rue Saint-Jacques. 

## Origine du nom

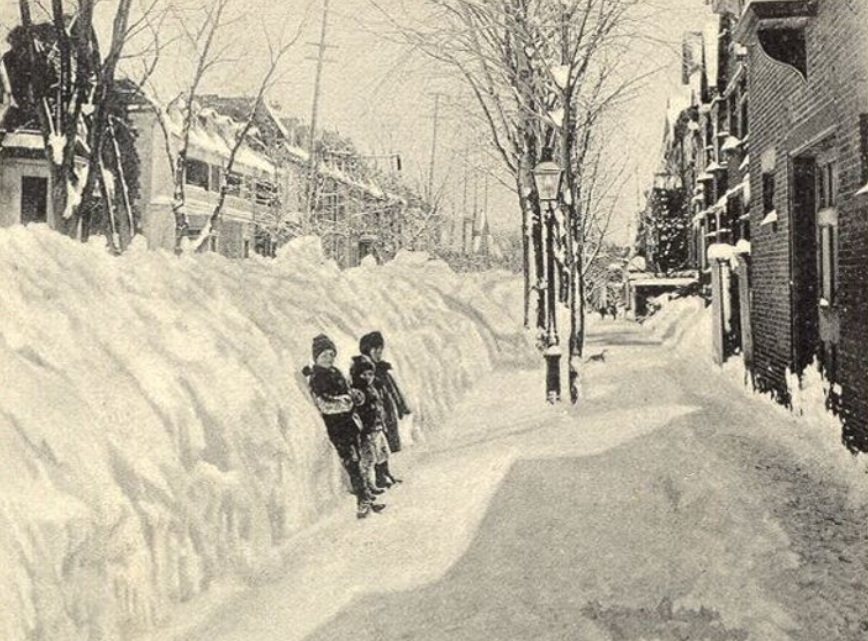
Rue Mansfield comme quartier résidentiel, 1905

La rue Mansfield rappelle le souvenir de William Murray, comte de Mansfield (1705-1793), lord et juge en chef d'Angleterre.

## Historique
Cette rue est ouverte vers 1845, sous sa dénomination actuelle, par l'honorable James Smith et Duncan Fisher.

## Bâtiments remarquables et lieux de mémoire
- Gare centrale de Montréal
- L'hôtel Fairmont Le Reine Élizabeth.
- Place Ville-Marie
- Édifice du Club-Universitaire-de-Montréal

## Source
- Ville de Montréal. Les rues de Montréal. Répertoire historique. Montréal, Méridien, 1995, p. 332-333

.